# Sergiu Băhăian
Sergiu Băhăian (n.  ?) este un controversat om de afaceri din România.
În anul 1995 a înființat firma Sabina Product, un joc piramidal de tip „Caritas”.
În perioada în care afacerile cu Sabina Product erau înfloritoare, Băhăian a făcut un fel de mecenat artistic, finanțând producții precum „Asfalt Tango”, film al lui Nae Caranfil (1995), sau albumul „Născută toamna”, realizat de Loredana Groza, în colaborare cu Direcția 5, tot 1995.
Pe 2 iulie 2010, procurorii DIICOT-Serviciul Teritorial Constanța i-au trimis în judecată pe Sergiu Băhăian, Valentin Șlepac, Adrian Grigoraș, Edward Marian Mărculescu, Dan Liviu Iovan și George Florian Oprea pentru constituirea unui grup infracțional organizat, înșelăciune cu consecințe deosebit de grave, omor și instigare la omor deosebit de grav.
Concret, în perioada decembrie 2007-mai 2008, la inițiativa lui Băhăian, au constituit un grup infracțional organizat, la care au aderat și Emilian Leonte, Ionel Ulezu și Petrică Captalan, cu scopul de a obține, în mod ilicit, beneficii materiale importante, prin inducerea în eroare a mai multor societăți comerciale, cu ocazia încheierii și executării unor contracte de leasing. Prin aceste fapte a fost cauzat un prejudiciu total de 2.706.948,7 lei (echivalentul a 640.939,98 euro) care nu a fost recuperat.
La 25 noiembrie 2012, Sergiu Băhăian a fost condamnat la zece ani de detenție într-un dosar de înșelătorie în care a căzut victimă o familie.
Pe 23 iunie 2011 a fost condamnat la 26 de ani de închisoaree, iar unul dintre complicii săi, Valentin Șlepac, la detenție pe viață, în dosarul în care au fost acuzați, alături de alte persoane, pentru înșelăciune, omor, instigare la omor calificat și fals.
Pe 22 octombrie 2014, judecătorii Curții de Apel București l-au condamnat pe Sergiu Băhăian, într-un alt dosar, la 12 ani de închisoare cu executare pentru înșelăciune, precum și la cinci ani interzicerea unor drepturi civile.
Pe 10 noiembrie 2014, Sergiu Băhăian a primit o condamnare de zece ani de închisoare, tot pentru înșelăciune, într-un alt dosar.
Dan Negureanu a primit 11 ani de închisoare iar Edward Marian Mărculescu și Gheorghe Vasilache au primit câte 10 ani de închisoare.